# Levergies
Levergies település Franciaországban, Aisne megyében. Lakosainak száma 541 fő (2022. január 1.). Levergies Lehaucourt, Joncourt, Lesdins, Magny-la-Fosse, Ramicourt és Sequehart községekkel határos.

## Népesség
A település népességének változása:
| Lakosok száma | 512  | 566  | 601  | 601  | 567  | 555  | 545  | 540  | 541  | 541  |
|               | 1968 | 1982 | 1990 | 2006 | 2013 | 2015 | 2017 | 2019 | 2020 | 2022 |